# باول جاتا
باول جاتا (بالإنجليزية: Paul Jatta)‏ هو لاعب كرة قدم غامبي في مركز الوسط، ولد في 21 فبراير 1991 في بانجول في غامبيا. شارك مع منتخب غامبيا تحت 17 سنة لكرة القدم ومنتخب غامبيا لكرة القدم. أما مع النوادي، فقد لعب مع نادي بروندبي.

## وصلات خارجية
- باول جاتا على موقع الاتحاد الدولي (مؤرشف)  (الإنجليزية)
- باول جاتا على موقع قاعدة بيانات كرة القدم.إي يو (الإنجليزية)
- باول جاتا على موقع Soccerway.com (الإنجليزية)
- باول جاتا على موقع عالم كرة القدم.نت (الإنجليزية)